# Phacelia curvipes
Phacelia curvipes är en strävbladig växtart som beskrevs av John Torrey och S. Wats. Phacelia curvipes ingår i Faceliasläktet som ingår i familjen strävbladiga växter. Inga underarter finns listade i Catalogue of Life.